# باول دونداس
باول دونداس (بالإنجليزية: Paul Dundas)‏ هو مختص في علم الهنديات بريطاني، ولد في 23 مايو 1952.